# Сухая (река, впадает в Кроноцкий залив)
Сухая — река на востоке полуострова Камчатка. Протекает по территории Елизовского района Камчатского края России, в пределах Кроноцкого заповедника.
Длина реки — 16 км. Берёт истоки юго-восточнее сопки Лысая, протекает в меридиональном направлении. Впадает в Кроноцкий залив.
Название в переводе с ительменского Геккааль — «снежная (талая) река». Это вероятно связано с тем, что по-настоящему река полноводна только весной, во время таяния снега, летом русло пересыхает.
По данным государственного водного реестра России относится к Анадыро-Колымскому бассейновому округу.